# Pdn
.Pdn-filer är filer som skapas via Paint.net's program Paint.net.